# Берси (соус)
Соус берси́ (фр. sauce Bercy) — горячий соус французской кухни к отварной рыбе на основе рыбного велуте с луком-шалотом. Помимо соуса, под названием «берси» во французской гастрономии имеются масло берси и гарнир «а-ля берси» из запечённого картофеля. Рыбные блюда, гарнированные соусом берси, обычно носят в меню одноимённое название: фаршированный шед «берси», запечённый линь «берси», филе камбалы «берси».
Огюст Эскофье в своём «Кулинарном путеводителе» готовит соус берси с обжаренным до золотистого цвета луком шалот на рыбном бульоне с белым вином, в который после высаживания добавляют велуте и доводят до кипения. Затем в соус без нагревания добавляют сливочное масло и рубленую зелень петрушки. Для соуса берси по рецепту из кулинарной книги П. М. Зеленко «Поварское искусство» 1902 года мелко нарезанную и предварительно бланшированную луковицу шалот проваривают в рыбном бульоне или консоме, смешанном с белым вином, затем добавляют сливочное или мучное масло и, помешивая, высаживают на огне до нужной густоты.